# 海氏突吻鱈
海氏突吻鱈，為輻鰭魚綱鱈形目鼠尾鱈科的其中一種，分布於西印度洋拉克代夫海及索馬利亞外海海域，體長可達13.3公分，屬深海底棲性魚類，深度865-2300公尺，棲息在底層水域，生活習性不明。

## 扩展阅读
維基物種上的相關：海氏突吻鱈